# Caroline von Uechtritz
Friederike Caroline von Uechtritz (* 12. Mai 1749; † 4. Oktober 1809 in Regensburg) war eine Tochter des gothaischen Wirklichen Geheimen Rates Carl Emil von Uechtritz (1694–1775) und dessen zweiter Ehefrau Dorothea Christiane von Oppel († 1775) sowie Enkelin des gothaischen Kammerpräsidenten Siegmund Ehrenfried von Oppel (1678–1757). Als Ehefrau des Weimarer Prinzenerziehers, Graf Johann Eustachius von Schlitz genannt von Görtz, lebte sie zwischen 1768 und 1778 in Weimar und erlebte als Zeitzeugin die Anfänge der Weimarer Klassik.

## Leben
Caroline von Uechtritz genoss die typische Ausbildung einer adeligen Tochter im Hause ihrer Eltern. Sie sprach und schrieb fließend Französisch, verstand Englisch, war mit der Kultur am Gothaer Hof bestens vertraut, liebte das Theater. Vermutlich wurde sie auch vom Hofmeister ihrer beiden Brüder, Peter Neyron, dem späteren Professor am Braunschweiger Collegium Carolinum, unterrichtet. Den abschließenden gesellschaftlichen Schliff sollte sie bei ihrer Tante Martha Eleonore von Witzleben, Schwester der Mutter und Ehefrau des weimarischen Oberhofmeisters der Herzogin Anna Amalia von Sachsen-Weimar-Eisenach, Friedrich Hartmann von Witzleben, im Winter 1767/68 erhalten.
Dort lernte die von ihren Zeitgenossen als tanzfreudig, liebenswürdig und belesen beschriebene Caroline ihren zukünftigen Mann, den Prinzenerzieher Johann Eustach von Görtz, kennen. Die Hochzeit wurde von Herzogin Anna Amalia organisiert und am 11. Oktober 1768 im Weimarer Schloss gefeiert. Anschließend lebte Caroline in einer Wohnung an der Esplanade (heute Schillerstraße), während ihr Mann weiterhin bei den beiden Prinzen Karl August und Konstantin im Schloss wohnte.
In den folgenden zehn Jahren kamen zwei Töchter zur Welt: 1772 in Gotha Caroline (gest.1792) und 1774 (bzw. am 16. November 1773) in Weimar Louise. Caroline lebte bis 1778 in Weimar, erledigte sämtliche Geschäfte ihres Mannes während dessen häufigen Reisen, notierte die bei Hofe zu beobachtenden Vorgänge und organisierte schließlich den Umzug der Familie im Sommer 1778 nach Berlin, wo sie im September 1778 die dritte Tochter, Marianne, zur Welt brachte.
Von 1781 bis 1782 war Caroline Begleiterin und Ausbilderin einer Braunschweiger Prinzessin. Ab 1788 lebte das Ehepaar in Regensburg, wohin Johann Eustach als kurbrandenburgischer Komitialgesandter am Immerwährenden Reichstag beordert worden war. Dort baute sie allmählich einen politischen Salon auf, wo sie gezielt Nachrichten im Auftrag ihres Mannes oder ihres Schwiegersohnes, Aloys von Rechberg, an die dort akkreditierten Gesandten weitergab. Caroline verstarb 1809 in Regensburg.

## Zeitzeugin des Sturm und Drangs in Weimar
Im Laufe ihrer Ehe waren Johann Eustachius und Caroline häufig getrennt. Daher nutzten sie Briefe, um sich ihrer gegenseitigen Liebe zu versichern und sich über neueste Entwicklungen im Familienleben oder am Weimarer Hofe auf dem Laufenden zu halten. Auf diese Weise  entstanden Zeitzeugenberichte in einer einmaligen Dichte über den Beginn der Weimarer Klassik. So beschrieb Gräfin Görtz die einzelnen Konstellationen bei Hofe sowie das in den Augen der Zeitgenossen als skandalös betrachtete Auftreten von Herzog Karl August, Goethe und Lenz.
In jüngerer Zeit ist das Interesse der Forschung an den Briefen durch deutsche Übersetzungen deutlich angestiegen. Eine in der Gesamtheit vertrauenswürdige, kritische Ausgabe der Briefe in deutscher Sprache oder auch im französischen Original steht jedoch noch aus.